# Liste des grands chanceliers de la Légion d'honneur
Pour les articles homonymes, voir Grand chancelier.

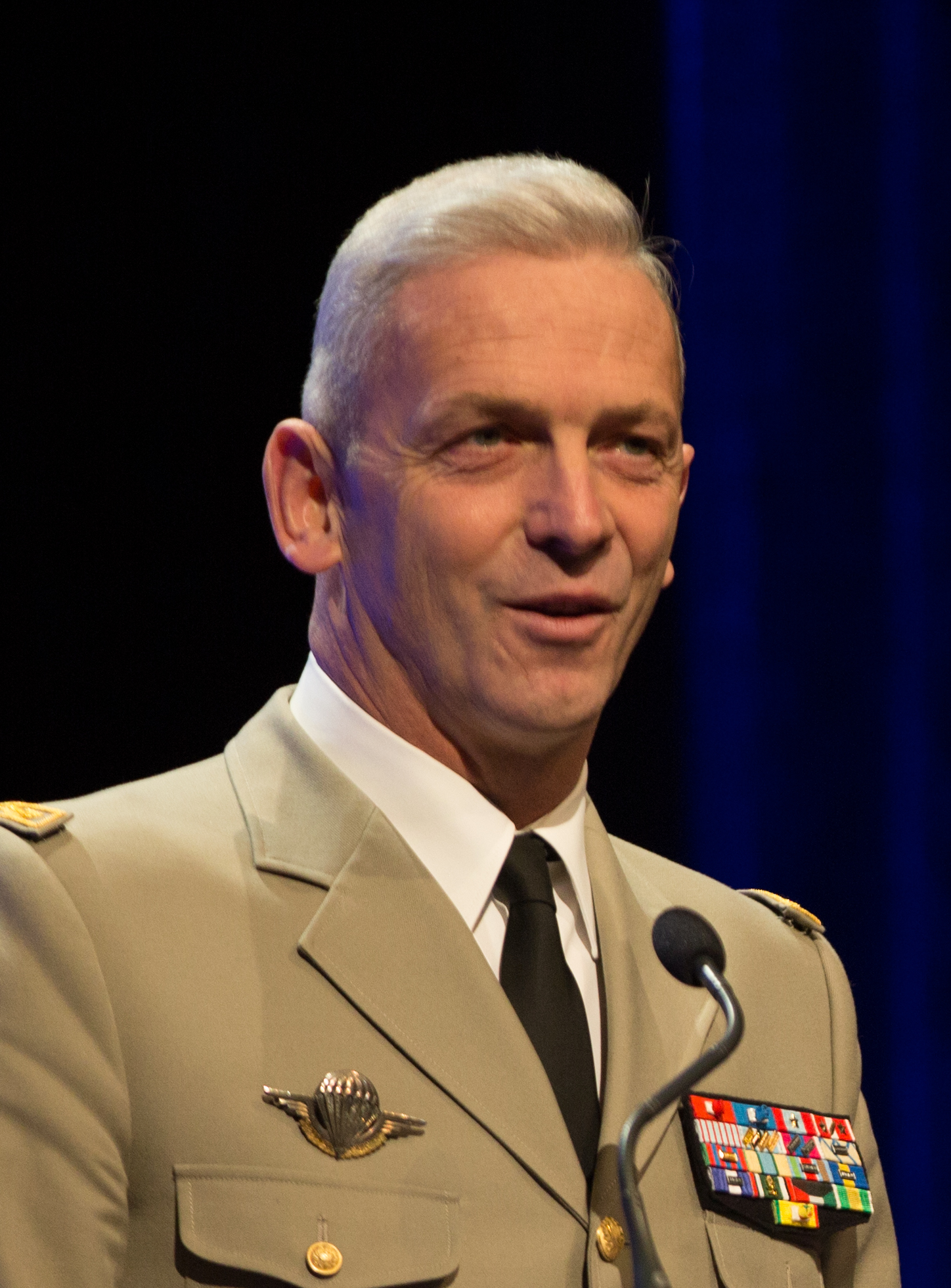
François Lecointre, grand chancelier de la Légion d'honneur depuis le 1 février 2023.

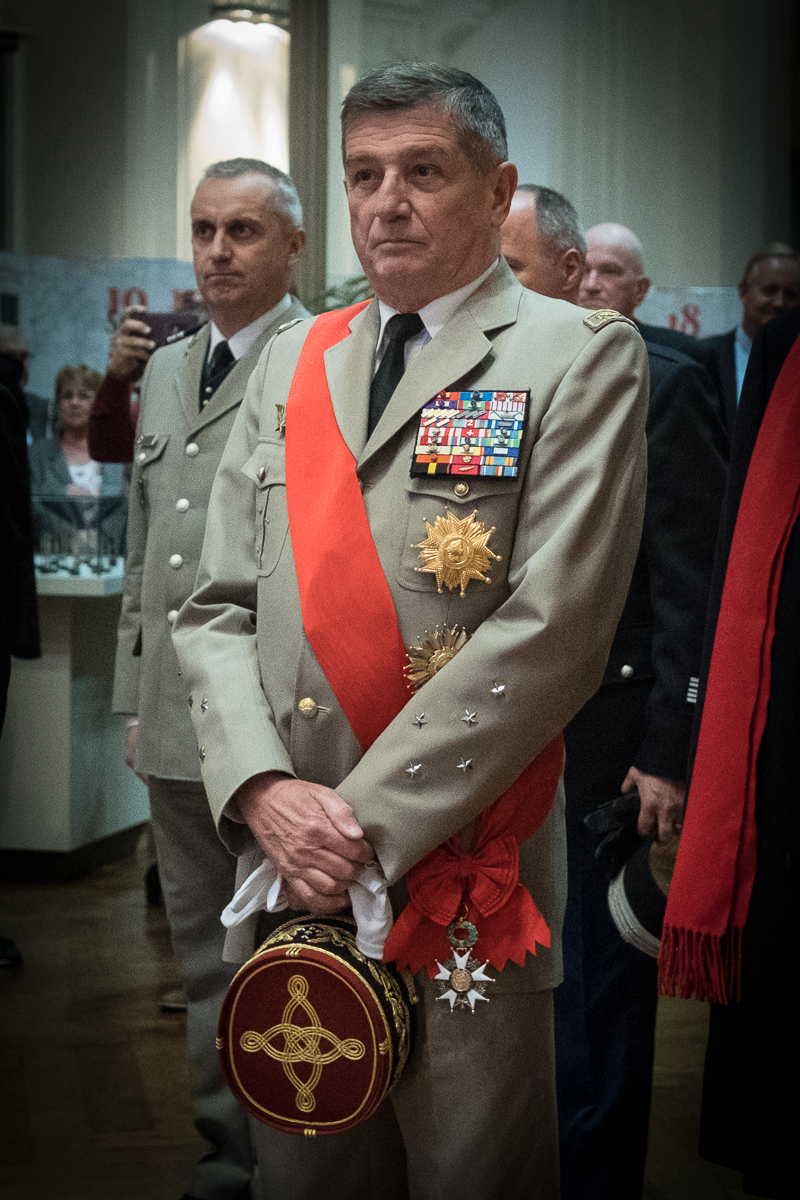
Benoît Puga, grand chancelier de la Légion d'honneur de 2016 à 2023.

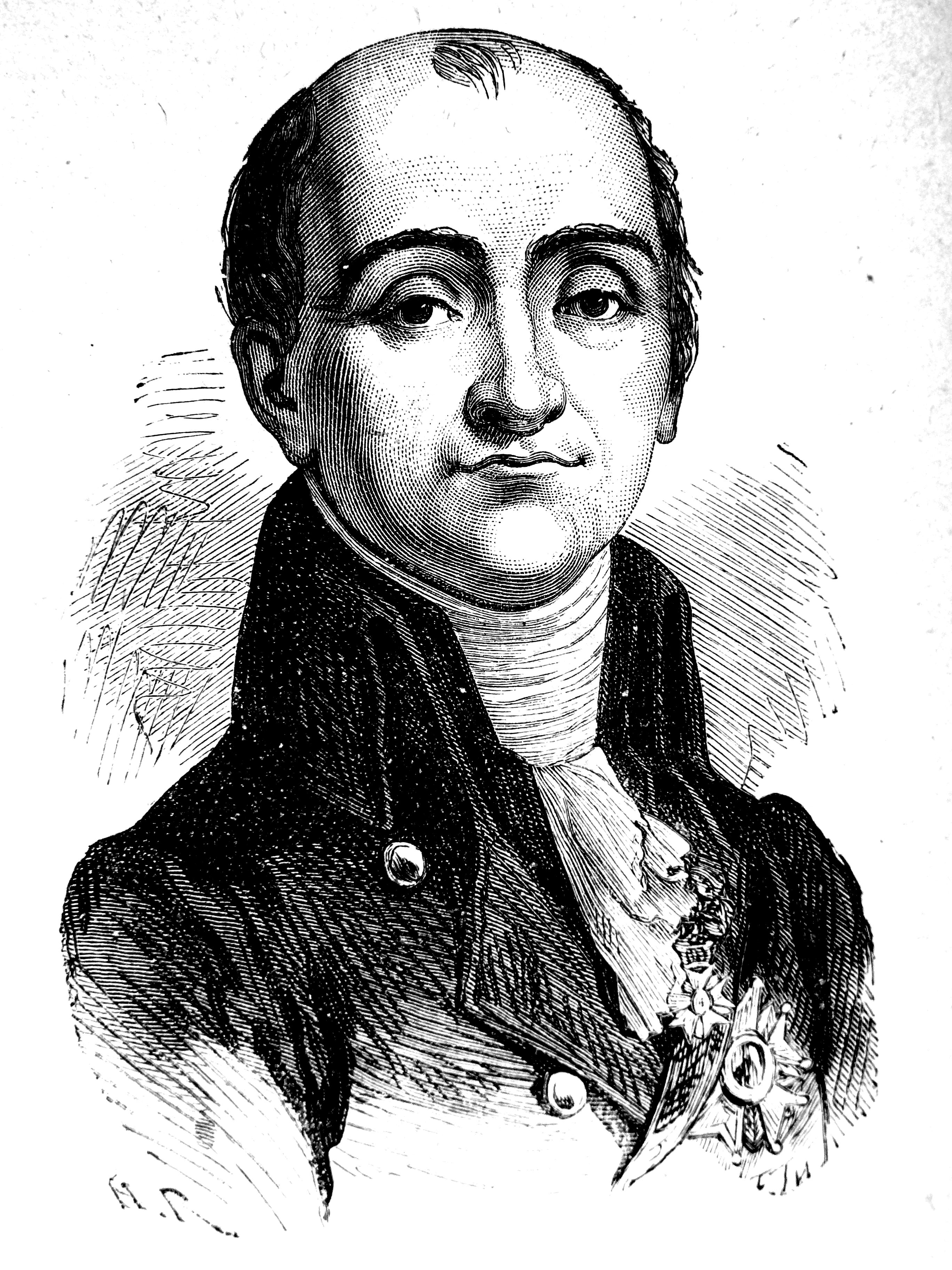
Bernard-Germain de Lacépède est le premier grand chancelier de la Légion d'honneur, entre 1803 et 1814.

Les grands chanceliers de la Légion d'honneur sont, en France, des membre de l'ordre national de la Légion d'honneur nommés par le grand maître (actuellement le président de la République) pour exercer la fonction de grand chancelier de l'ordre. Cet article les recense, par ordre chronologique, depuis la création de l'ordre en 1802 par Napoléon Bonaparte.

## Statut
À l'exception des deux premiers (Lacépède, puis Dominique Dufour de Pradt qui a exercé la fonction pendant quelques mois sans en porter le titre), ce sont tous des militaires de haut grade (au minimum général de division ou équivalent).

## Nomination
Depuis la création du Code de la Légion d'honneur et de la médaille militaire en 1962, le grand chancelier est choisi parmi les grands-croix de l'ordre. Il demeure en charge pour une période de six ans, renouvelable, sauf s'il est mis fin plus tôt à ses fonctions.
À partir du 3 décembre 1963, date de la création de l'ordre national du Mérite, il est également chancelier de cet ordre.

## Attributions
Le grand chancelier de la Légion d'honneur, après la passation des pouvoirs, présente au président de la République le grand collier de la Légion d'honneur, première étape de la cérémonie d'investiture au cours de laquelle le président acquiert la qualité de grand maître de l'ordre.
Le grand chancelier, sous l'autorité du grand maître et suivant ses instructions, dirige les travaux du conseil de l'ordre (dont il préside les réunions) et ceux des services administratifs. Il relève directement du grand maître, qui peut l'appeler à être entendu par le Conseil des ministres quand les intérêts de l'ordre y sont évoqués.
Le grand chancelier de la Légion d'honneur est placé en 17e place de l'ordre protocolaire.

## Liste
| Grade                    | Grand chancelier                                                                                | Décret de nomination                                             | Décret de nomination |
| ------------------------ | ----------------------------------------------------------------------------------------------- | ---------------------------------------------------------------- | -------------------- |
|                          | Bernard de la Ville-sur-Illon, comte de Lacépède                                                | 14 août 1803 ou 21 août 1803                                     |                      |
|                          | Dominique Dufour, baron de Pradt                                                                | 6 avril 1814                                                     |                      |
| Lieutenant-général       | Comte Louis de Bruges                                                                           | 3 février 1815                                                   |                      |
|                          | Bernard de la Ville-sur-Illon, comte de Lacépède (intérim assuré par Jean-François-Aimé Dejean) | 13 mars 1815                                                     |                      |
| Maréchal                 | Jacques MacDonald, duc de Tarente                                                               | 2 juillet 1815                                                   |                      |
| Maréchal                 | Édouard Mortier, duc de Trévise                                                                 | 11 septembre 1831                                                |                      |
| Maréchal                 | Comte Étienne Maurice Gérard                                                                    | 4 février 1836                                                   |                      |
| Maréchal                 | Charles Oudinot, duc de Reggio                                                                  | 17 mars 1839                                                     |                      |
| Maréchal                 | Comte Étienne Maurice Gérard                                                                    | 21 octobre 1842                                                  |                      |
| Général de division      | Baron Jacques Subervie                                                                          | 19 mars 1848                                                     |                      |
| Maréchal                 | Comte Gabriel Molitor                                                                           | 23 décembre 1848                                                 |                      |
| Maréchal                 | Comte Rémy Joseph Isidore Exelmans                                                              | 15 août 1849                                                     |                      |
| Général de division      | Comte Philippe d'Ornano                                                                         | 13 août 1852                                                     |                      |
| Général de division      | Anne-Charles Lebrun, duc de Plaisance                                                           | 26 mars 1853                                                     |                      |
| Maréchal                 | Aimable Pélissier, duc de Malakoff                                                              | 23 juillet 1859                                                  |                      |
| Amiral                   | Baron Ferdinand Hamelin                                                                         | 24 novembre 1860                                                 |                      |
| Général de division      | Comte Charles Auguste de Flahaut                                                                | 27 janvier 1864                                                  |                      |
| Général de division      | Joseph Vinoy                                                                                    | 6 avril 1871                                                     |                      |
| Général de division      | Louis Faidherbe                                                                                 | 28 février 1880                                                  | [ a ]                |
| Général de division      | Victor Février                                                                                  | 10 octobre 1889                                                  | [ b ]                |
| Général de division      | Léopold Davout, duc d'Auerstaedt                                                                | 5 décembre 1895                                                  | [ c ]                |
| Général de division      | Georges-Auguste Florentin                                                                       | 23 septembre 1901                                                | [ d ]                |
| Général de division      | Augustin Dubail                                                                                 | 14 juin 1918                                                     | [ e ]                |
| Général de division      | Charles Nollet                                                                                  | 9 janvier 1934                                                   | [ f ]                |
| Général de division      | Charles Brécard                                                                                 | 12 novembre 1940                                                 | [ g ]                |
| Général d'armée          | Paul Dassault                                                                                   | à titre provisoire : 25 août 1944 confirmation : 5 novembre 1945 | [ 4 ]                |
| Général d'armée          | Georges Catroux                                                                                 | 1er octobre 1954                                                 | [ h ]                |
| Amiral                   | Georges Cabanier                                                                                | 14 janvier 1969                                                  | [ i ]                |
| Général d'armée          | Alain de Boissieu Déan de Luigné                                                                | 12 février 1975                                                  | [ j ]                |
| Général d'armée          | André Biard                                                                                     | 4 juin 1981                                                      | [ k ]                |
| Général d'armée          | Gilbert Forray                                                                                  | 5 juin 1992                                                      | [ l ]                |
| Général d'armée aérienne | Jean-Philippe Douin                                                                             | 4 juin 1998                                                      | [ m ]                |
| Général d'armée          | Jean-Pierre Kelche                                                                              | 4 juin 2004                                                      | [ n ]                |
| Général d'armée          | Jean-Louis Georgelin                                                                            | 9 juin 2010                                                      | [ o ]                |
| Général d'armée          | Benoît Puga                                                                                     | 23 août 2016                                                     | [ p ]                |
| Général d'armée          | François Lecointre                                                                              | 23 janvier 2023                                                  | [ q ]                |